# Тупая звичайна
Тупая звичайна (Tupaia glis) — ссавець ряду тупаєподібних.

## Зовнішній вигляд
Своїм пухнастим хвостиком і загостреною мордочкою тупая схожа на білку. Довжина тіла в середньому 19,5 см, хвоста — 16,5 см. Важить тупая близько 140 грамів. Статевий диморфізм не виражений. Характерні маленькі хрящові вуха, короткі вібриси і досить невеликі очі, направлені в сторони. Всі кінцівки п'ятипалі, озброєні довгими гострими кігтями. Хутро густе, на спині темно-коричневе або темно-руде, на череві — помаранчево-руде. На плечах є бліда смуга. У самки 1-3 пари сосків. Налічують близько 49 підвидів звичайної тупаї. Особини, що живуть на півночі темніші, ніж ті, що живуть на півдні.

## Розповсюдження
Звичайна тупая мешкає в Південно-Східній Азії: на півострові Малакка на південь від перешийка Кра (Таїланд) і на островах Малайського архіпелагу (Суматра, Ява, Калімантан, Ріау, Лінга, Бангка, Анамбас).

## Спосіб життя
Широко розповсюджені у тропічних лісах, у горах доходячи до 3000 м над рівнем моря. Зустрічаються також на плантаціях і в садах. Часто тримаються поблизу людського житла. Тупаї нагадують білок не тільки зовнішнім виглядом, але і звичками. Як і білки, це денні тварини, що влаштовують притулки в дуплах упалих дерев, під корінням, у порожнинах бамбука і в подібних, затишних місцях. В неволі активність спостерігається ввечері і вранці. Ведуть напівдеревний спосіб життя, більшу частину часу проводять на землі, там риються в опаді шукаючи їжу. Основу їх раціону складають фрукти і комахи, зрідка — дрібні хребетні. Під час поїдання вони, подібно до білок, тримають харчі в передніх лапках, сидячи на задніх. Відомі випадки, коли тупаї поїдали плоди на плантаціях і викрадали їжу з житлових будинків.
Статевий диморфізм у тупай виявляється в розмірах особистої ділянки. Середній розмір ділянки у самця — 10 174 м², у самки — 8 809 м². Живуть поодинці, парами або родинними групами, суворо захищаючи займану територію від сторонніх. Бійки між самцями іноді приводять до смертельного результату; між самцем і самкою бійок не буває. Родинна група складається з батьків і їх потомства, причому самці, що підросли, розселяються, а самки часто залишаються з батьками. Годуються тупаї завжди поодинці. Щільність популяції на 1 гектар досягає 6-12 особин у Таїланді і 2-5 особин на півострові Малакка.
Один з одним тупаї спілкуються за допомогою звукових сигналів та інших знаків (наприклад, рухів хвоста). Використовуються також пахучі мітки, що виділяються пахучими залозами, розташованими на грудях і на животі.

## Розмноження
Як правило, звичайні тупаї моногамні і живуть постійними парами, захищаючи сімейну територію. Проте в неволі спостерігається полігамія, коли домінантний самець не допускає інших самців до розмноження. Як виняток полігамія характерна і для популяції звичайних тупай у Сінгапурі, де особиста ділянка одного самця охоплює ділянки декількох самок.
Розмножуються тупаї протягом усього року. Пік розмноження припадає на лютий-червень. З серпня по листопад дитинчата майже не з'являються. Естральний цикл триває від 8 до 39 днів, вагітність — від 40 до 52 днів. Характерна затримка в імплантації бластоцисти в матці. Народжується до 3 сліпих, безпорадних дитинчат вагою 10-12 грамів. Очі в них розплющуються не раніше 20 дня життя. Самостійними дитинчата стають після 36 дня і незабаром покидають батьків. Статевої зрілості і самці, і самки досягають до 3 місяців. У віці 4,5 місяців самки вже починають розмножуватися. Коротка вагітність і швидке дозрівання дитинчат забезпечують тупаям високий темп розмноження.
Піклування тупай про потомство відрізняється унікальними рисами. Так, дитинчата знаходяться в окремому гнізді, яке зазвичай будує самець. Самка проводить з потомством дуже мало часу, відвідуючи його лише 10-15 хвилин кожні 48 годин. Таким чином, за весь час лактації самка проводить з дитинчатами не більше як півтори години. За одне годування кожне дитинча встигає висмоктати 5-15 грамів молока, яке дуже багате білками. За винятком цього тупаї не піклуються про потомство та нездібні пізнати його без своїх пахучих міток. Через 36 днів дитинчата переходять жити в батьківське гніздо, а ще через декілька днів розселяються. Самки часто залишаються з батьками.

## Тривалість життя
У природі звичайні тупаї живуть 2-3 роки. Проте в неволі вони доживали і до 12 років (найбільша тривалість життя серед тупаєподібних). Основними їх ворогами є денні хижаки — харза, куфія храмова (Tropidolaemus wagleri), змії, хижі птахи. Люди на тупай не полюють, оскільки їх м'ясо неїстівне, а шкіра безвартісна. Шкода, що заподіюється тупаями плантаціям, незначна.

## Класифікація
- anambae (Lyon,1913)
- batamana (Lyon,1907)
- castanea (Miller,1903)
- chrysomalla (Miller,1900)
- cognata (Chasen,1940)
- demissa (Thomas,1904)
- discolor (Lyon,1906)
- ferruginea (Raffles,1821)
- hypochrysa (Thomas,1895)
- jacki (Robinson and Kloss,1918)
- lacernata (Thomas and Wroughton,1909)
- longicauda (Lyon,1913;Kloss,1911)
- obscura (Kloss,1911)
- operosa
- pemangilis (Lyon,1911)
- penangensis (Robinson and Kloss,1911)
- phaeniura (Thomas,1923)
- phaeura (Miller,1902)
- pulonis (Miller,1903)
- raviana (Lyon,1911)
- redacta (Robinson,1916)
- riabus
- siaca (Lyon,1908)
- siberu (Chasen and Kloss,1928)
- sordid (Miller,1900)
- tephrura (Miller,1903)
- ultima
- umbratilis (Chasen,1940)
- wilkinsoni (Robinson and Kloss,1911)